# Tambahrejo (Pagerruyung)
Tambahrejo is een bestuurslaag in het regentschap Kendal van de provincie Midden-Java, Indonesië. Tambahrejo telt 2378 inwoners (volkstelling 2010).